# 湘南乃海桃太郎
湘南乃海桃太郎（1998年4月8日—），原名谷松將人，日本神奈川縣中郡大磯町出身的現役大相撲力士。身高193cm、體重184kg、血型O型。最高位置西前頭5枚目（2023年9月場所）。所屬的相撲部屋是高田川部屋。

## 早年生涯
湘南乃海在很小的時候就打棒球，因為他來自一個與這項運動密切相關的家庭，他的父親是當地的棒球教練。他最初對相撲選手有負面印象，但在看到橫綱千代之富士貢後改變了主意。他加入相撲的動機來自他在神奈川縣大磯町上初中時訪問高田川部屋。他決定畢業后的職業道路是職業相撲，他開始和父親一起進行高強度訓練，以彌補失去的練習。在加入職業相撲世界後，他發誓在達到關取級別之前不會回到家鄉。

## 職業生涯
2014年1月，湘南乃南與另一力士正代直也一同開始相撲生涯，他的四股名湘南乃海源於他的家鄉大磯町。儘管受到其他七個部屋的邀請，他還是決定加入高田川部屋，因為高田川親方(原關脇安藝乃島)告訴他，“令人失望的日本力士”會讓他成為“英雄”。他在序之口、序二段和三段目穩步上昇，在2016年1月晉升幕下級別，由於他的體格，他的部屋對他寄予厚望，儘管湘南乃海長期停留在幕下上層。在2020年7月的比賽中，他的對手是原前頭宇良和輝，後者在受傷導致他連續18場比賽缺席后重返幕內。湘南乃海結束了宇良的6連勝，也是宇良在本屆比賽中唯一的失利。2021年7月8日，湘南乃海在與高砂部屋的力士朝玉勢的比賽中遭受腦震蕩。兩名力士在立合時撞到對方，比賽被逼停止，因為湘南乃海無法起身並出現腦震蕩癥狀。在考慮了是否允許他繼續比賽后，審判決定複賽，尊重湘南乃海繼續比賽的意願。他贏得了這場比賽，但日本相撲協會面臨著在線的強烈反對，因為他顯然頭暈目眩，相撲協會在同月制定了一項新規則，禁止力士在腦震蕩或任何其他身體異常的情況下參加比賽，無論力士的意願如何。
在2023年1月場所，湘南乃海在9年職業生涯後終於晉級十兩，在連續兩次勝越後晉級西十兩筆頭。